# Зенкевич, Елена Александровна
Елена Александровна Зенкевич (род. 24 января 1981, Вологда) — российская спортсменка, чемпионка мира по джиу-джитсу (2012, ОАЭ, первая в истории России золотая медаль по этому виду единоборств), чемпионка Европы по джиу-джитсу (2013), чемпионка России по джиу-джитсу (2014, 2015, 2016, 2017 — newaza, 2017 — fighting system), чемпионка мира по грэпплингу по версии World Grappling Federation (2014), Бронзовая призёрка Чемпионата Европы JJIF 2016 года в г. Гент (Бельгия); Бронзовая призёрка Чемпионата Европы JJIF 2017 года в г. Банья-Лука (Республика Серпска); серебряная медаль Чемпионата Мира JJIF 2016 в командном первенстве в г. Вроцлав (Польша).
Спортивные звания:
Мастер спорта России по дзюдо (2003),
Выполнен норматив мастера спорта России по самбо (2008),
Присвоен Первый дан (чёрный пояс) по джиу-джитсу РФД в 2017 г.

## Семейная история
Елена Зенкевич родилась на Севере России в городе Вологда в семье потомственных военнослужащих. Её отец, Александр Владимирович Зенкевич (1950—2011, Галичский район Костромской области) — ветеран Вооруженных сил России. Дед, по отцовской линии, гвардии капитан Владимир Александрович Зенкевич (1924—1953, г. Владимир), в рядах Красной Армии с 1942 года (поступил на службу в 18 лет), окончил войну в должности командира батальона 989-го стрелкового полка 226-й стрелковой дивизии (второго формирования), имел следующие награды: Орден Красной Звезды, Орден Александра Невского, Орден Великой Отечественной войны II степени. Его будущая супруга, Надежда Васильевна Завъялова (1918—1995, Галичский район Костромской области) также сражалась в рядах РККА в звании младшего сержанта на Северном Фронте. Прадед Елены Зенкевич, по отцовской линии — Василий Завъялов, участвовал в Первой Мировой войне, имея звания унтер-офицера Императорской Армии, после командовал подразделениями ЧОН в ходе Гражданской войны. По материнской линии, дед, капитан РККА Смирнов Сергей, окончил путь в Великой Отечественной войне в 1945 году в Берлине, до неё принимал участия в Финской войне, а в августе 1945 года, был переброшен на линию боевых действий в Маньчжурию.

## Карьера и спорт
В настоящее время Елена Александровна несёт службу на должности преподавателя в московской полиции, ранее возглавляла отделение профессиональной подготовки в УВД по САО, активно тренируется с командой по джиу-джитсу, осваивает новое направление в джиу-джитсу — не-ваза, выступала за сборную команду УВД по САО г. Москвы по самбо, готовится к Чемпионату Европы 2018 и Чемпионату России 2018 по джиу-джитсу. Ранее тренировалась под руководством Артема Павловича Мухина с 2014 года по 2016 год. C 2016 представляет международную команду Icon International. Кроме того, изучает кикбоксинг, каратэдо и мма, выступая активно на российском и международном уровне по джиу-джитсу JJIF — в дисциплинах бои (fighting system) и дисциплине newaza под руководством заслуженного тренера России Сергея Серегевича Крутовских.

### Этапы развития
- Закончила Вологодский государственный педагогический университет по специальностям «Социальная педагогика» в 2003 году и «Психология» в 2004 году. Начала работать тренером-преподавателем по дзюдо Детско-юношеской спортивной школы Юниор.
- С октября 2005 года поступила на службу в органы внутренних дел Российской Федерации в должности инспектора по делам несовершеннолетних Первого отдела милиции УВД по г. Вологда.
- С февраля 2007 года выполняла оперативно-служебные задачи по противодействию незаконному обороту наркотиков на территории Вологодской области, неся службу на должности оперуполномоченного УБОП. Неоднократно принимала участие в задержаниях отдельных лиц и групп лиц, осуществляющих незаконный оборот наркотиков.
- С сентября 2008 года непрерывно несёт службу в различных подразделениях профессиональной подготовки сотрудников. Неоднократно принимала участие в проведение тренировок и сборов с такой категорией сотрудников, как бойцы ОМОН, СОБР.

### Спортивные и профессиональные достижения
1992 г. Начало тренировок по дзюдо и самбо (с 11 лет)
1993 г. май. Первенство спортклуба Юниор по самбо среди новичков. Первое место.
В секцию дзюдо и самбо спортклуба Юниор пришла в 1992 г. и стала тренироваться под руководством Арабули Сулико Николаевича.
1995 г.под руководством тренера Евсейчик Е. А. стала серебряным призёром на Первенстве Вологодской области по дзюдо.
1996 г.декабрь. Открытый турнир Череповецкой ГРЭС по дзюдо. Серебряный призёр.
1999 г.ноябрь. Открытое первенство объединения Детско-юношеских спортивных школ России. Бронзовый призёр
2000 г.февраль. Открытый Кубок г. Вологда по дзюдо. Первое место.
октябрь. Открытое первенство г. Вологда по дзюдо. Первое место.
ноябрь. Открытый Чемпионат Вологодской области по самбо, Первое место.
декабрь. Открытое первенство г. Вологды по самбо. Первое место.
2001 г.Под руководством тренера сборной команды Вологодской области по дзюдо и самбо выиграла открытый Чемпионат и первенство Вологодской области по самбо.
2002 г.февраль. Открытый Чемпионат по дзюдо, посвященном Дню защитника отечества, Первое место.
март. Турнир по дзюдо, посвященном Международному женскому дню. Первое место.
В мае впервые приняв участие в соревнованиях регионального уровня стала серебряным призёром Чемпионата Северо-западного федерального округа России
сентябрь. Чемпионат Северо-западного федерального округа по дзюдо в возрастной категории до 23 лет. Первое место в супертяжелой весовой категории. Бронзовый призёр в абсолютной весовой категории.
2003 г.
апрель. Чемпионат Северо-западного федерального округа России по дзюдо. Серебряный призёр в супертяжелой весовой категории. Первое место в абсолютной весовой категории. Выполнила норматив мастера спорта России. Присвоен первый дан по дзюдо. Получила право на участие в Чемпионате России по дзюдо, который проходил в г. Пермь, где попала в десятку сильнейших спортсменов России в супертяжелой весовой категории.
октябрь. Чемпионат Северо-западного федерального округа России по дзюдо среди женщин до 23 лет. Первое место в супертяжелой и абсолютной весовых категориях. Подтвердила квалификацию мастера спорта России по дзюдо.
С декабря 2003 года по декабрь 2004 года тренировалась в Комплексной школе высшего спортивного мастерства в г. Санкт — Петербурге в составе сборной команды города по дзюдо под руководством старшего тренера юношеской сборной России по дзюдо заслуженного мастера спорта России по дзюдо Гладченко В. Н. Основным партнёром по тренировкам была мастер спорта международного класса по дзюдо, чемпион мира по дзюдо среди военнослужащих Наталья Бобкина.
2004 г. апрель. Всероссийский турнир по дзюдо «Поморская столица». Первое место.
сентябрь. Чемпионат России по дзюдо среди студентов. Бронзовый призёр в супертяжелой весовой категории.
октябрь. Чемпионат Санкт-Петербурга по дзюдо среди женщин. Первые места супертяжелой и абсолютной весовой категориях
ноябрь. Открытый Чемпионат Санкт-Петербурга по самбо. Первое место. Выполнила норматив кандидата в мастера спорта по самбо.
2005 г. октябрь. Открытый Чемпионат Санкт-Петербурга по самбо. Первое место.
Под руководством тренера мастера спорта России по боксу Крылова А. Л. начала занятия боксом. Присвоено звание Мастера Спорта России по дзюдо.
2006 г. сентябрь. Чемпионат Северо-западного федерального округа по дзюдо. Серебряный призёр в супертяжелой весовой категории. Первое место в абсолютной весовой категории.
октябрь. Чемпионат Санкт-Петербурга по самбо. Первое место.
2007 г. январь. Приказом начальника УВД по Вологодской области генерал-майора милиции Горчакова П. А. признана лучшим спортсменом УВД за 2006 год. Награждена почетной грамотой спортивного общества Динамо за высокие спортивные достижения.
сентябрь. Чемпионат Вологодской области по дзюдо. Первое место.
декабрь. Первый Чемпионат Северо-западного федерального округа России по самбо среди женщин. Первое место. Получила право на участие в Чемпионате России по самбо среди женщин 2008 года.
2008 г. февраль. Приказом начальника УВД по Вологодской области генерал-майора милиции Горчакова П. А. признана лучшим спортсменом УВД за 2007 год. Занесена в галерею Славы УВД по Вологодской области.
2009 г. Будучи инспектором-методистом отдела служебно — боевой подготовки УК УВД по Вологодской области и куратором направления рукопашный бой, осуществляла подготовку сотрудников УВД к конкурсам профессионального мастерства МВД России по разделу физической подготовки. Результатом явились:
1. конкурс профмастерства на звание «Лучший следователь МВД России». Н. Голубева — I место в общем зачёте, III место по физической подготовке. Н. Голубева показала отличные навыки владения техникой боевых приёмов борьбы.
2. конкурс профмастерства на звание «Лучший юрист МВД России». Е. Некрасова -I место в общем зачёте, I место по физической подготовке. Показала лучший результат по кроссовой подготовке и комплексному силовому упражнению, хорошие навыки владения техникой боевых приёмов борьбы.

Наряду с подготовкой конкурсантов занималась разработкой методической базы для формирования готовности сотрудников органов внутренних дел к силовому задержанию правонарушителей, активным обучением вологодских милиционеров эффективным методам пресечения правонарушений.
2010 г . апрель. Благодаря усилиям Елены Зенкевич, как тренера сборных УВД по Вологодской области, впервые был проведен чемпионат Вологодской области по боевому самбо. Её заслуги были отмечены президентом Всероссийской федерации самбо Елисеевым С. В., как большой вклад в развитие самбо.

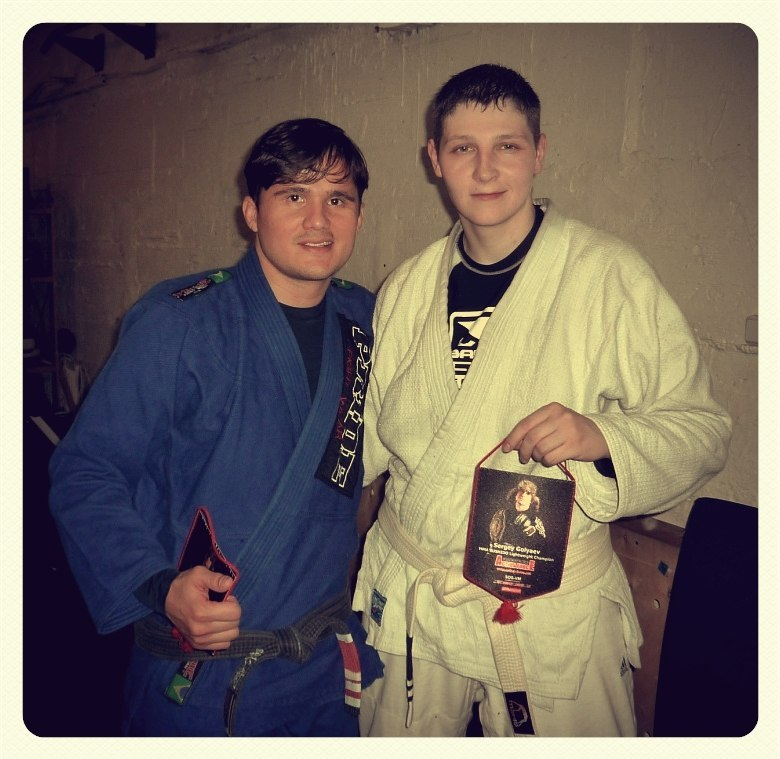
Tony Souza and Elena Zenkevich in Saint-Petersburg 2010

май. Елена Александровна принимает решение развивать джиу-джитсу в г. Вологда, как наиболее эффективный вид борьбы, подходящий как для спорта, так и для нужд сотрудников органов внутренних дел. Начинает тренировки под методическим руководством Скачкова Константина, представителя школы Ральфа Грейси, и Тони Суза. Также много времени уделяет освоению прикладного каратэ в клубе «Ронин» под руководством Даниила Балина и бокса под руководством Андрея Крылова.
2011 г. ноябрь. Отборочный турнир на Чемпионат Мира по джиу-джитсу среди профессионалов 2012 (WPJJC 2012). Проходил во дворце спорта им. Ивана Ярыгина в г. Москве 17 ноября 2011 г. Золото в своей весовой категории. Золото в абсолютной весовой категории (среди синих поясов).
2012 г.

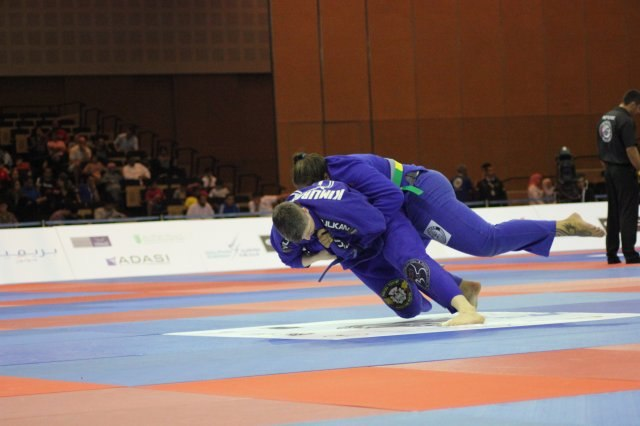
Чемпионат Мира 2012 (WPJJC 2012) в Абу-Даби

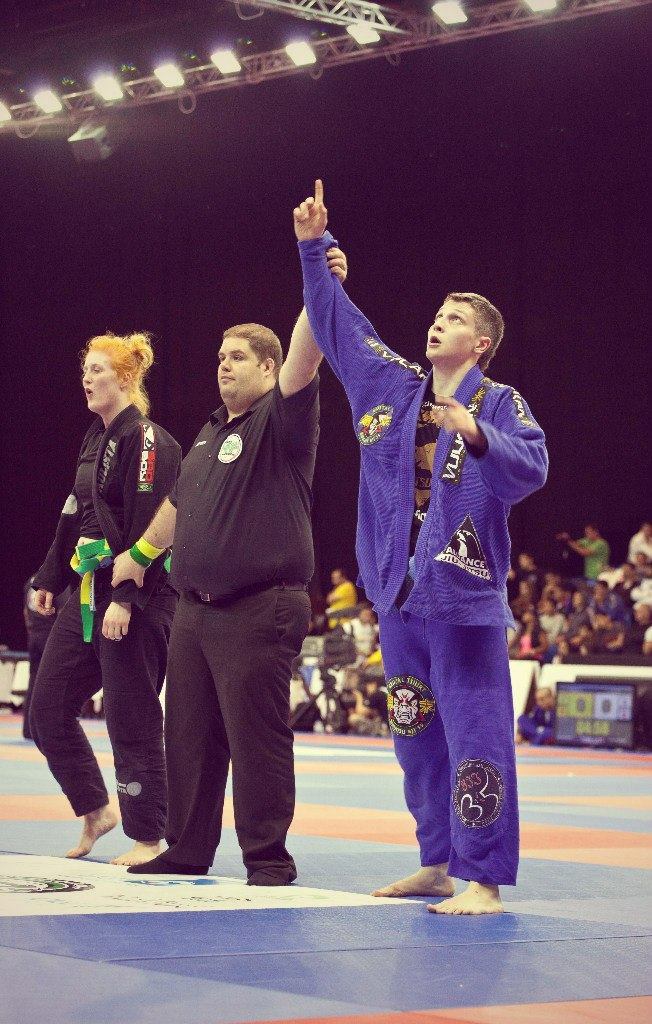
Satricia Knake and Elena Zenkevich in Abu-Dhabi 2012

апрель. Чемпионат Мира по джиу-джитсу среди профессионалов 2012 (WPJJC 2012) в Абу-Даби. Серебро в своей весовой категории. Золото в абсолютной весовой категории (среди синих поясов).

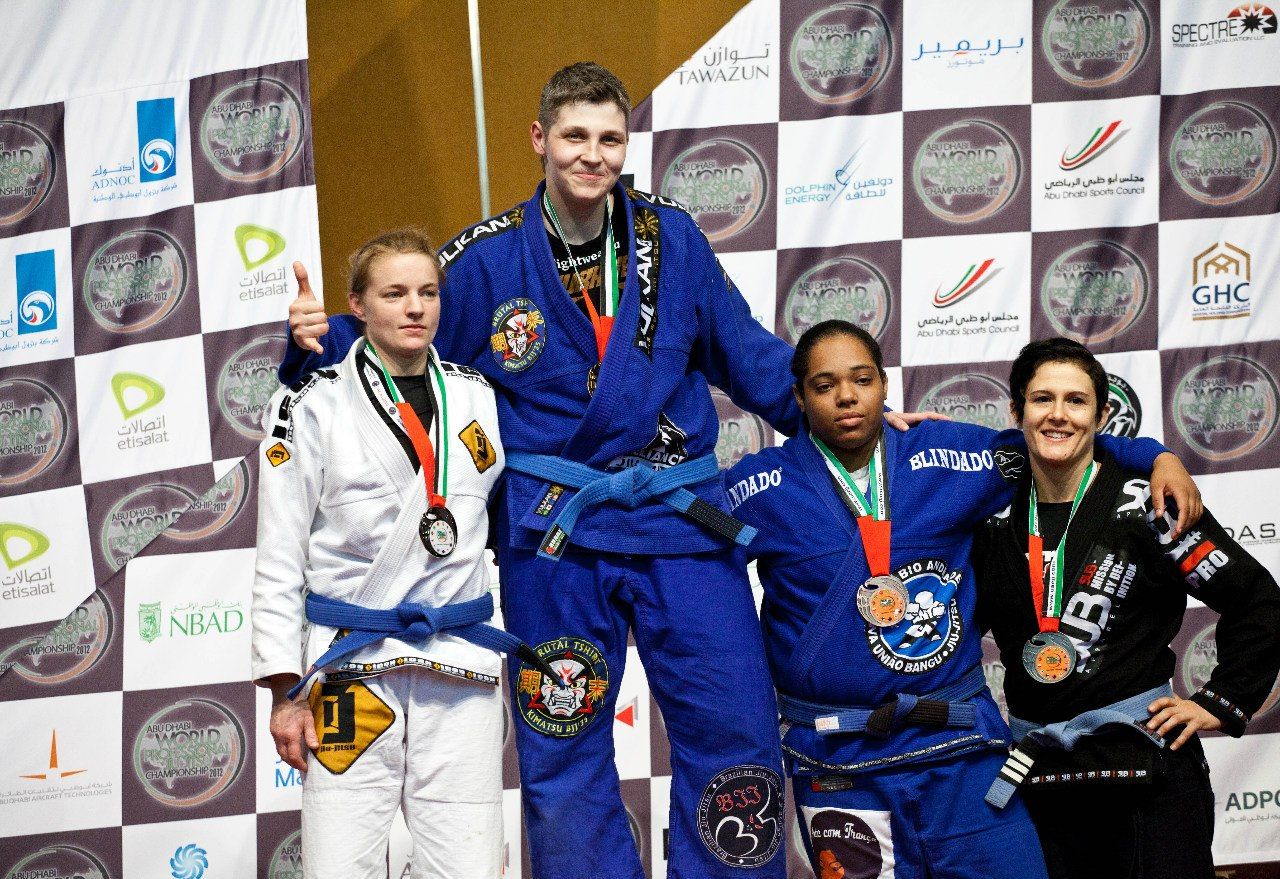
награждение Чемпионата Мира 2012 (WPJJC 2012) в Абу-Даби

октябрь. Чемпионат IBJJF London Open 2012. Проходил 19 октября 2012 в Crystal Palace, Кройдон, южный Лондон Золото в своей весовой категории. Бронза в абсолютной весовой категории (среди синих поясов).
Чемпионат IBJJF Европы по джиу-джитсу No-Gi. Проходил 20 октября 2012 в Crystal Palace, Кройдон, южный Лондон. Золото в своей весовой категории (синие пояса).
2013 г. январь. Чемпионат IBJJF Европы по джиу-джитсу. Проходил в Лиссабоне. Серебро в своей весовой категории. Бронза в абсолютной весовой категории (синие пояса).
май. Москва. Первый Международный открытый Чемпионат России по джиу-джитсу «Russian International Open». Золото в абсолютной весовой категории (синие пояса).
июль. Чемпионат IBJJF Европы по джиу-джитсу No-Gi. Проходил в Риме. Золото в своей весовой категории (в категории не было соперниц). Золото в абсолютной весовой категории (среди фиолетвых поясов).

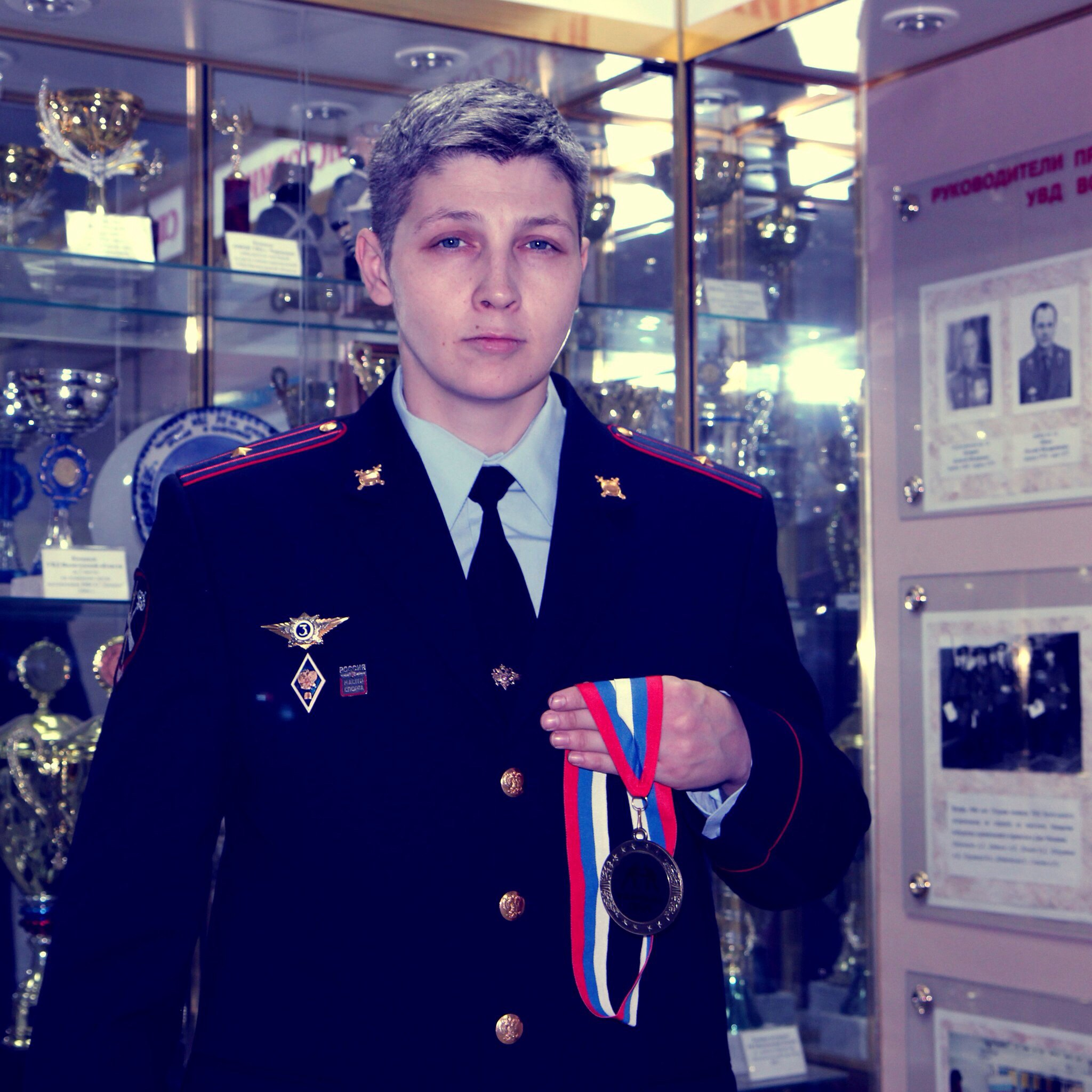
майор Е. А. Зенкевич

декабрь. Москва. Турнир по джиу-джитсу «Scramblers Open». Золото в абсолютной весовой категории.
2014 г. январь. Лиссабон. Чемпионат IBJJF Европы по джиу-джитсу. Бронза в своей весовой категории (среди фиолетовых поясов).
март. Самара. Чемпионат России FILA по грэпплингу. Золото в GI. Золото в NO-GI. (В весовой категории не было соперниц).
апрель. Москва. Всероссийский турнир Russia Open Jiu-Jitsu. Золото в абсолютной весовой категории.

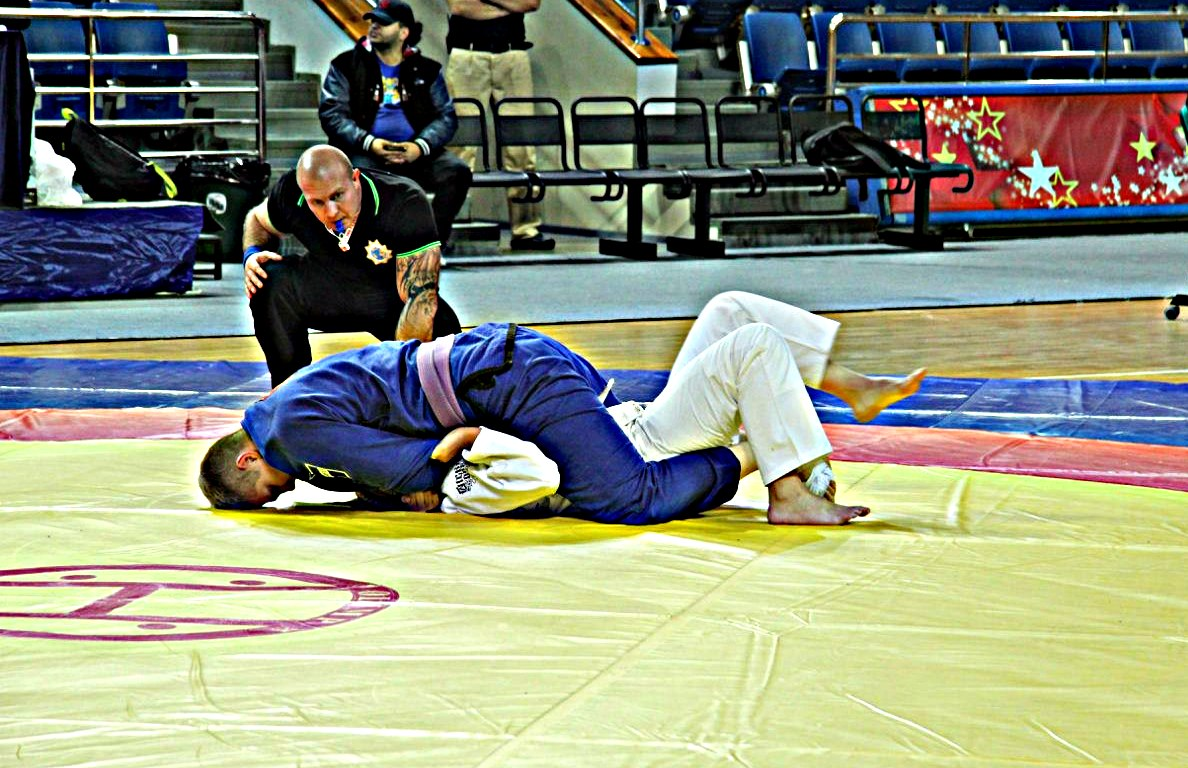
Чемпионат Мира по Грэпплингу Gi, СК Игровой ЦСКА, 22-23 ноября 2014, г. Москва

ноябрь. Москва. Чемпионат мира по грэпплингу, который проходил 22—23 ноября 2014 в СК Игровой ЦСКА. Золотая медаль в GI. Золотая медаль в NO-GI. В обеих дисциплинах соперницами Елены стали исключительно представительницы России: 3 в дисципоине NO-GI; 2 d GI).
2015 г. май. Париж, Франция. Открытый Международный турнир по джиу-джитсу «Paris Open 2015». Бронза в своей весовой категории. (победа одержана удушающим приемом).
октябрь. Санкт-Петербург. Открытый Международный турнир по джиу-джитсу «Saint-Petersburg Open 2015». Золото в своей весовой категории. (победа одержана удушающим приемом).
2016—2017 гг. За этот период Елена дважды становилась Бронзовым призёром Международного турнира в Париже в дисциплине не-ваза и Дважды бронзовым призёром Чемпионата Европы по не-ваза (2016, 2017 года), пятикратной Чемпионкой России по не-ваза (4 раза — 2014,2015,2016,2017) и по файтинг систем (бои — 1 раз, 2017). Входит в состав национальной сборной команды по джиу-джитсу и представляет Россию на международных соревнованиях.
2018 г. В феврале 2018 года в г. Рязань Елена Зенкевич впервые приняла участие в Кубке России по джиу-джитсу проведя три боя в личных соревнованиях. Стала серебряной призёркой, и проведя один бой в командном первенстве. Активно занимается семинарской и методической работой с молодыми коллективами джиу-джитсу.

### Парадигма женской борьбы
Существует мнение, что своих высоких спортивных достижений Елена добилась исключительно за счёт низкой конкуренции в той весовой категории, в которой она выступает (тяжёлый вес). Так, на чемпионате России 2014 года по грэпплингу в категории свыше 71 кг у Елены не нашлось ни одной соперницы и она смогла отобраться на чемпионат Мира, не проведя ни одной схватки. А на чемпионате мира её соперницами стали исключительно представительницы России: 3 в дисциплине NO-GI; 2 в GI).
Вместе с тем, наметилась тенденция к изменению подобной ситуации, когда Елена стала выступать в дисциплинах не-ваза и файтинг, представляя Московскую федерации джиу-джитсу, где в среднем проводит 3-4 поединка за соревновательный день.
Учитывая выше сказанное, c целью развития женской борьбы, Елена Зенкевич проводит семинары и кэмпы по технике не-ваза для девушек из сообщества FIGHT-n-ROLL, после чего многие девушки отобрались и усилили женские категории на Чемпионате России по джиу-джитсу в г. Санкт-Петербурге в 2017 году, сделав его более представительным. Также оказывает помощь региональным клубам джиу-джитсу, проведя там семинары и кэмпы в городах Великий Новгород и Вологда.

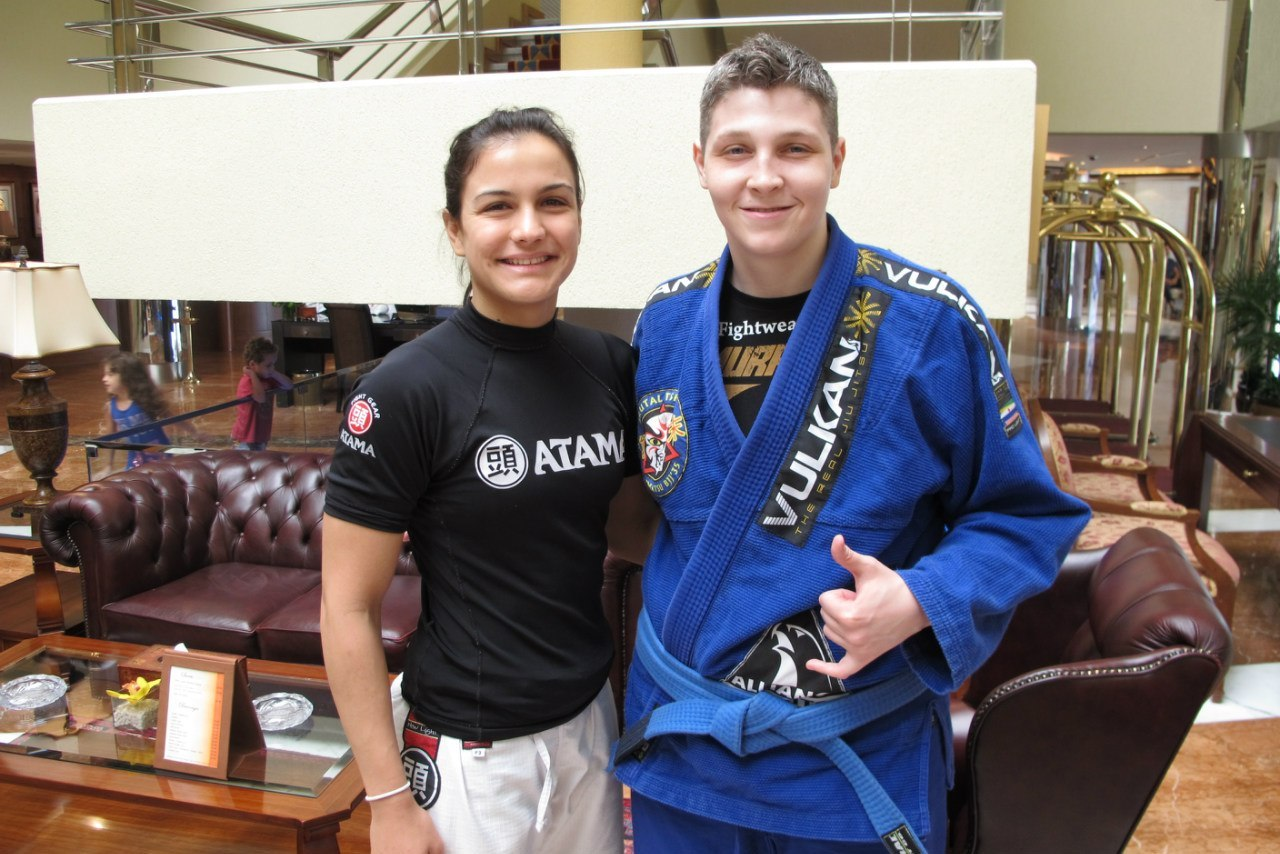
Kira Gracie and Elena Zenkevich in Abu-Dhabi 2012
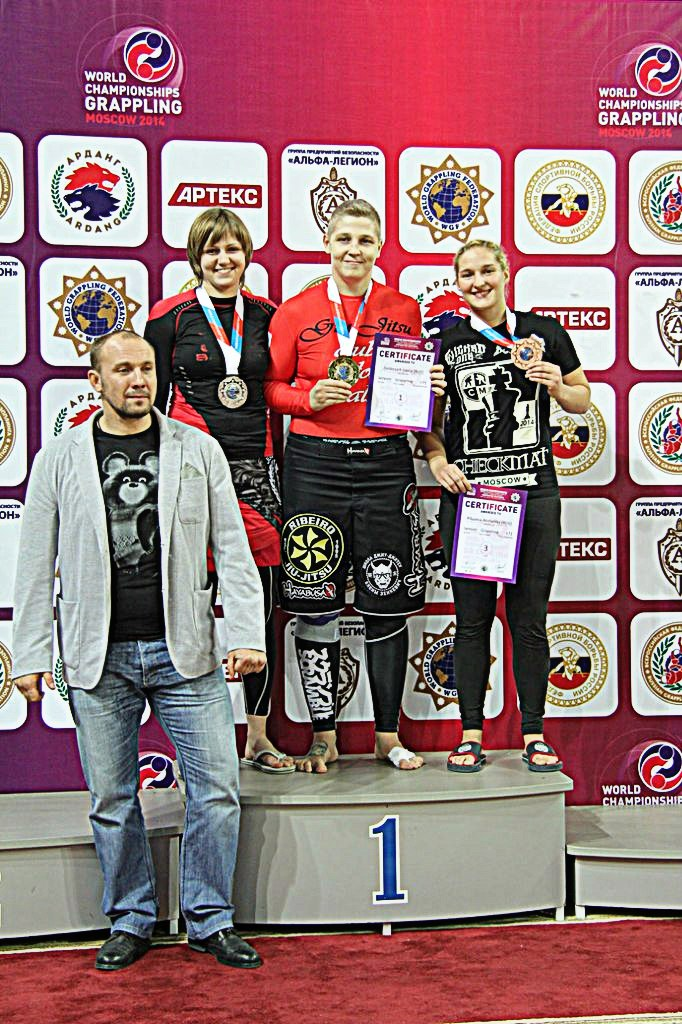
Награждение Чемпионата Мира по Грэпплингу No-gi, СК Игровой ЦСКА, 22-23 ноября 2014, г.Москва
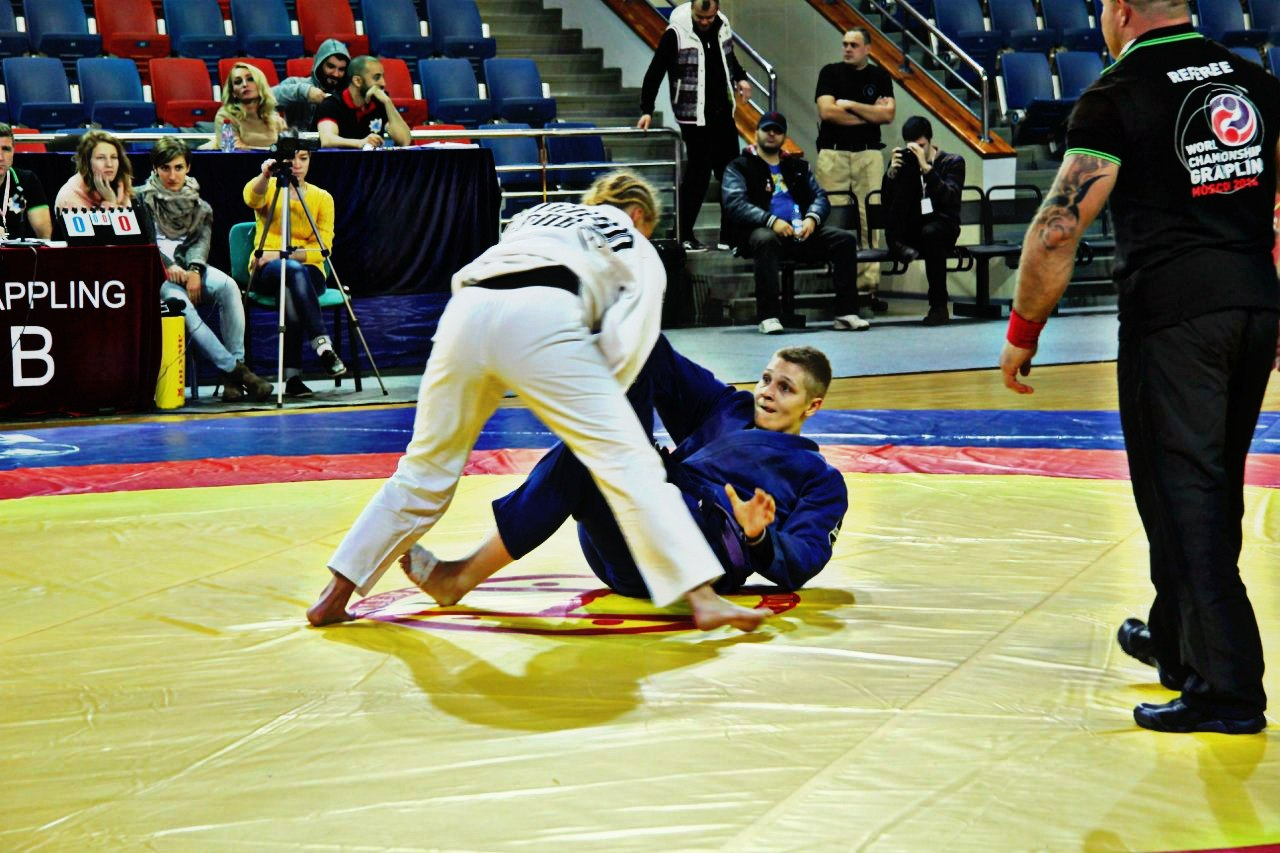
Чемпионат Мира по Грэпплингу Gi, СК Игровой ЦСКА, 22-23 ноября 2014, г.Москва